# Антоње
Антоње (пољ. Antonie) је село у Пољској које се налази у војводству Мазовском у повјату Остролецком у општини Олшево-Борки.
Од 1975. до 1998. године ово насеље се налазило у Остролецком војводству.